# شونيز دمشقي
الشونيز الدمشقي  (باللاتينية: Nigella damascena) نوع نباتي يتبع جنس الشونيز من الفصيلة الحوذانية.

## الموئل والانتشار
موطن هذا النوع بلاد الشام. انتشر أيضا في مناطق كثيرة من العالم.

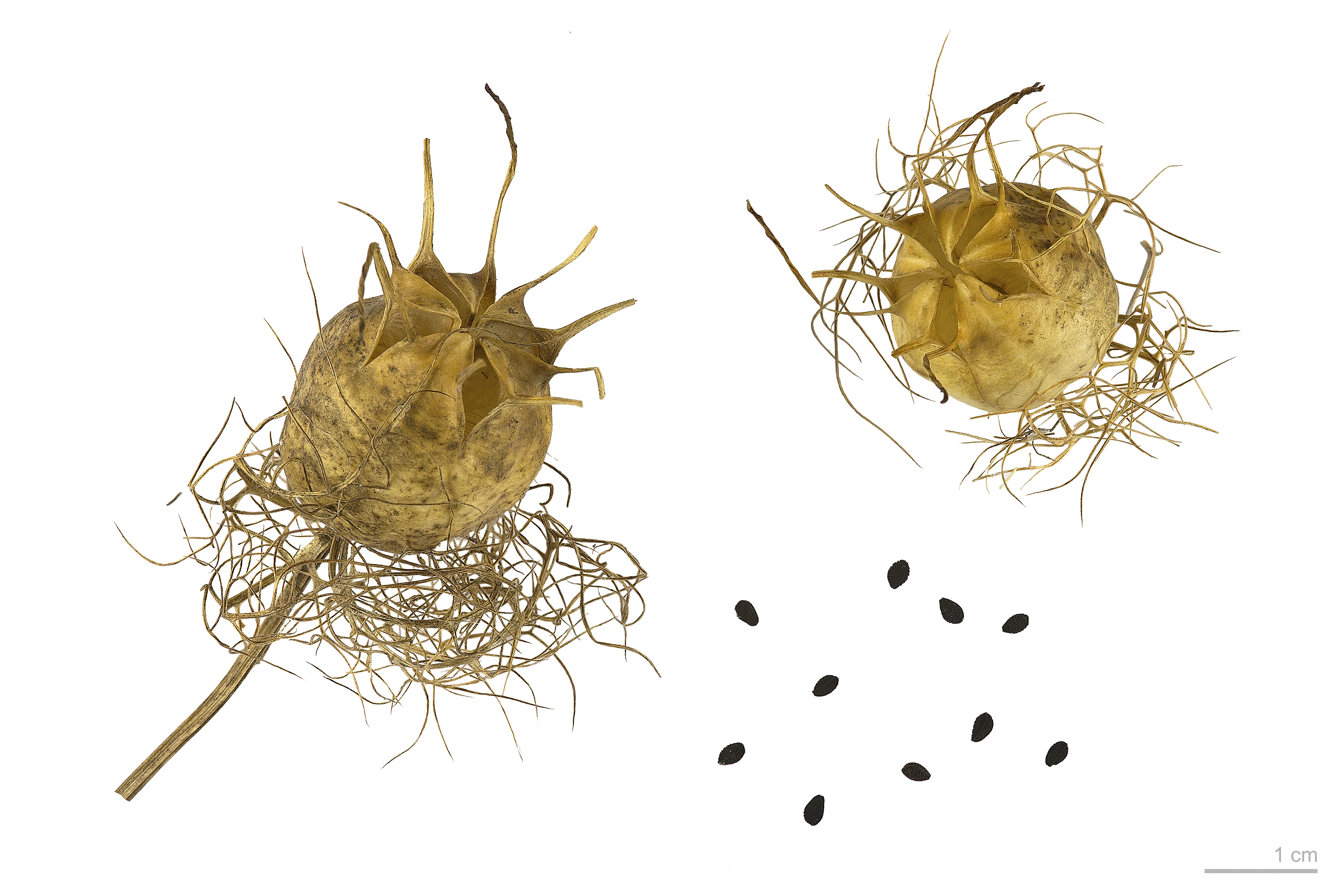
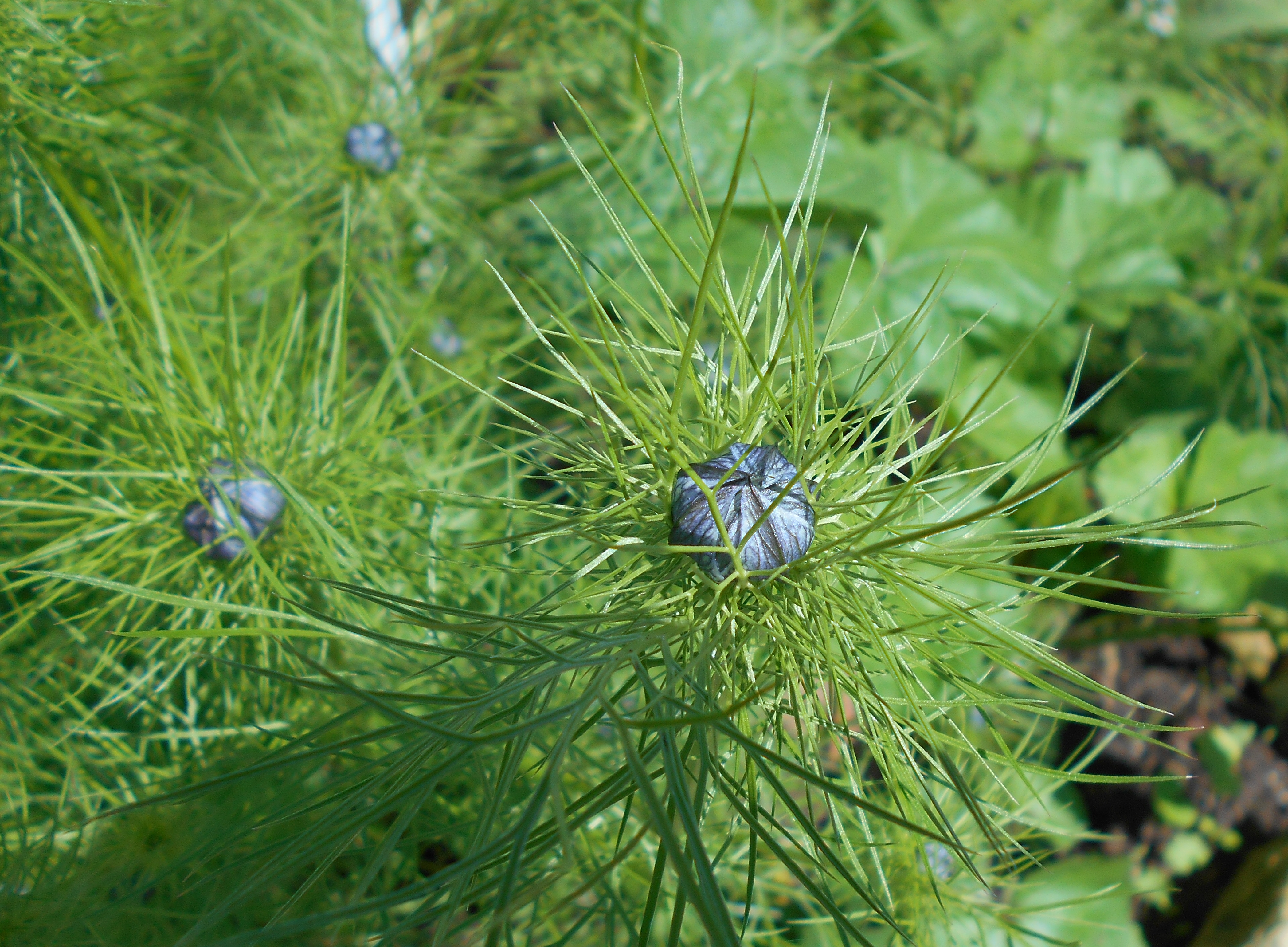